# 多花水锦树
多花水锦树（学名：Wendlandia tinctoria sp. floribunda）为茜草科水锦树属下的一个亚种。

## 扩展阅读
- 維基物種上的相關：多花水锦树